# Emilio de Villota
 Emilio de Villota  va ser un pilot de curses automobilístiques espanyol que va arribar a disputar curses de Fórmula 1. Va néixer el 26 de juliol del 1946 a Madrid, Espanya.

## A la F1
Emilio de Villota va debutar a la quarta cursa de la temporada 1976 (la 27a temporada de la història) del campionat del món de la Fórmula 1, disputant el 2 de maig del 1976 el G.P. d'Espanya al circuit de Jarama.
Va participar en un total de quinze curses puntuables pel campionat de la F1, disputades en cinc temporades no consecutives (1976-1978 i 1981-1982) aconseguint una tretzena posició com millor classificació en una cursa i no assolí cap punt pel campionat del món de pilots.

## Resultats a la Fórmula 1
| Any  | Equip             | Xassís   | Motor    | 1     | 2   | 3     | 4       | 5       | 6       | 7         | 8       | 9       | 10      | 11      | 12     | 13  | 14      | 15  | 16  | 17  | Posició | Punts |
| ---- | ----------------- | -------- | -------- | ----- | --- | ----- | ------- | ------- | ------- | --------- | ------- | ------- | ------- | ------- | ------ | --- | ------- | --- | --- | --- | ------- | ----- |
| 1976 | RAM Racing        | Brabham  | Ford     | BRA   | SUD | O.USA | ESP NVQ | BEL     | MON     | SUE       | FRA     | GBR     | ALE     | AUT     | HOL    | ITA | CAN     | USA | JAP |     | -       | 0     |
| 1977 | Iberia LAE        | McLaren  | Cosworth | ARG   | BRA | SUD   | O.USA   | ESP 13  | MON     | BEL NVQ   | SUE NVQ | FRA     | GBR NVQ | ALE NVQ | AUT 17 | HOL | ITA NVQ | USA | CAN | JAP | -       | 0     |
| 1978 | Centro Asegurador | McLaren  | Cosworth | ARG   | BRA | SUD   | O.USA   | MON     | BEL     | ESP NVQ   | SUE     | FRA     | GBR     | ALE     | AUT    | HOL | ITA     | USA | CAN |     | -       | 0     |
| 1981 | Banco Occidental  | Williams | Cosworth | O.USA | BRA | ARG   | SNM     | BEL     | MON     | ESP NVS   | FRA     | GBR     | ALE     | AUT     | HOL    | ITA | CAN     | LVG |     |     | -       | 0     |
| 1982 | LBT Team March    | March    | Cosworth | SUD   | BRA | O.USA | SNM     | BEL NVQ | MON NVQ | E.USA NVQ | CAN NVQ | HOL NVQ | GBR     | FRA     | ALE    | AUT | SUI     | ITA | LVG |     | -       | 0     |

### Resum
| Curses: | Victòries: | Pòdiums: | Poles: | Voltes ràpides: | Punts: |
| ------- | ---------- | -------- | ------ | --------------- | ------ |
| 15 (2)  | 0          | 0        | 0      | 0               | 0      |